# Amphion (vlinder)
Amphion is een geslacht van vlinders uit de onderfamilie Macroglossinae van de familie pijlstaarten (Sphingidae).

## Soorten
- Amphion floridensis Clark, 1920